# The Voice (5.ª temporada)
A quinta temporada de The Voice, um talent show norte-americano, estreou em 23 de setembro de 2013 na NBC. Os quatro técnicos originais Adam Levine, Blake Shelton, Cee Lo Green e Christina Aguilera retornam após o intervalo de Green e Aguilera, que foram substituídos por Shakira e Usher na temporada anterior.
Pela primeira vez o programa será transmitido no Brasil, através do canal por assinatura Sony, aos domingos e segundas-feiras. O primeiro episódio foi ao ar no dia 29 de setembro de 2013, com seis dias de atraso em relação à transmissão original norte-americana.
A cantora jamaicana Tessanne Chin, do time de Adam Levine, foi a grande campeã, derrotando Jacquie Lee e Will Champlin na final. Foi a primeira vez que um artista estrangeiro venceu o The Voice. Antes disso, o escocês Terry McDermott havia sido vice-campeão na terceira temporada.

## Técnicos e apresentadores
Após deixarem o programa temporariamente durante a quarta temporada, Christina Aguilera e Cee Lo Green juntaram-se novamente a Adam Levine e Blake Shelton para esta edição. Em maio de 2013, a cantora Shakira anunciou que não iria voltar para o programa em sua quinta temporada, assim como Usher. Contudo, foi anunciado que os dois vão retornar como técnicos na sexta temporada.
Assim como nas temporadas anteriores, Carson Daly será o apresentador. Porém, dessa vez, ele não contará com o auxílio de Christina Milian nos bastidores devido à sua participação no reality show Dancing with the Stars.

## Audições
As audições foram realizadas nas seguintes cidades:
| Data                         | Local                                | Cidade                  |
| ---------------------------- | ------------------------------------ | ----------------------- |
| 13 e 14 de janeiro de 2013   | Donald E. Stephens Convention Center | Chicago, Illinois       |
| 20 e 21 de janeiro de 2013   | Atlanta Convention Center            | Atlanta, Geórgia        |
| 3 e 4 de fevereiro de 2013   | Los Angeles Convention Center        | Los Angeles, Califórnia |
| 9 de fevereiro de 2013       | Reliant Center                       | Houston, Texas          |
| 16 e 17 de fevereiro de 2013 | Jacob K. Javits Convention Center    | Nova York, Nova York    |

## Episódios

### Episódio 1: The Blind Auditions, parte 1
As audições às cegas (em inglês, blind auditions) foram gravadas entre os dias 9 e 12 de julho de 2013. O primeiro episódio foi ao ar dia 23 de setembro de 2013.
Legenda
| Ordem | Competidor       | Idade | Cidade Natal                | Canção                        | Escolha dos técnicos e competidores | Escolha dos técnicos e competidores | Escolha dos técnicos e competidores | Escolha dos técnicos e competidores |
| Ordem | Competidor       | Idade | Cidade Natal                | Canção                        | Adam                                | Cee Lo                              | Christina                           | Blake                               |
| ----- | ---------------- | ----- | --------------------------- | ----------------------------- | ----------------------------------- | ----------------------------------- | ----------------------------------- | ----------------------------------- |
| 1     | Kat Robichaud    | 29    | Raleigh, Carolina do Norte  | "I've Got the Music in Me"    | —                                   | ✔                                   | ✔                                   | ✔                                   |
| 2     | Caroline Pennell | 17    | Saddle River, Nova Jérsei   | "Anything Could Happen"       | —                                   | ✔                                   | —                                   | ✔                                   |
| 3     | Donna Allen      | 54    | Hollywood, Flórida          | "You Are So Beautiful"        | ✔                                   | —                                   | ✔                                   | —                                   |
| 4     | Jake Worthington | 17    | La Porte, Texas             | "Keep Your Hands to Yourself" | —                                   | —                                   | —                                   | —                                   |
| 5     | Matthew Schuler  | 20    | Yardley, Pensilvânia        | "Cough Syrup"                 | ✔                                   | ✔                                   | ✔                                   | ✔                                   |
| 6     | Nic Hawk         | 26    | Dallas, Texas               | "Hit 'Em Up Style (Oops!)"    | ✔                                   | ✔                                   | —                                   | —                                   |
| 7     | Julianna Bastone | 17    | White Plains, Nova York     | "It's Time"                   | —                                   | —                                   | —                                   | —                                   |
| 8     | Samuel Mancini   | 19    | Pittsburgh, Pensilvânia     | "What Makes You Beautiful"    | —                                   | —                                   | —                                   | —                                   |
| 9     | Franchika        | 15    | Chicago, Illinois           | "U Smile"                     | —                                   | —                                   | —                                   | —                                   |
| 10    | Mathew Brea      | 15    | Atlanta, Geórgia            | "I Want You Back"             | —                                   | —                                   | —                                   | —                                   |
| 11    | Shelbie Z        | 21    | Jasper, Alabama             | "Here for the Party"          | —                                   | ✔                                   | ✔                                   | ✔                                   |
| 12    | Josh Logan       | 33    | Manchester, Nova Hampshire  | "Too Close"                   | ✔                                   | —                                   | ✔                                   | ✔                                   |
| 13    | Delvin Choice    | 24    | Greenville, Carolina do Sul | "Closer"                      | —                                   | —                                   | —                                   | —                                   |
| 14    | James Wolpert    | 22    | Lancaster, Pensilvânia      | "Love Interruption"           | ✔                                   | ✔                                   | ✔                                   | ✔                                   |

### Episódio 2: The Blind Auditions, parte 2
| Ordem | Competidor     | Idade | Cidade Natal              | Canção                            | Escolha dos técnicos e competidores | Escolha dos técnicos e competidores | Escolha dos técnicos e competidores | Escolha dos técnicos e competidores |
| Ordem | Competidor     | Idade | Cidade Natal              | Canção                            | Adam                                | Cee Lo                              | Christina                           | Blake                               |
| ----- | -------------- | ----- | ------------------------- | --------------------------------- | ----------------------------------- | ----------------------------------- | ----------------------------------- | ----------------------------------- |
| 1     | Jacquie Lee    | 16    | Colts Neck, Nova Jérsei   | "Back to Black"                   | —                                   | —                                   | ✔                                   | ✔                                   |
| 2     | Barry Black    | 27    | Las Vegas, Nevada         | "What You Won't Do for Love"      | ✔                                   | —                                   | —                                   | ✔                                   |
| 3     | Mike Unser     | 19    | Pleasant Hill, Ohio       | "Dirty Little Secret"             | —                                   | —                                   | —                                   | —                                   |
| 4     | Destinee Quinn | 20    | Surprise, Arizona         | "Cowboy Take Me Away"             | —                                   | ✔                                   | ✔                                   | —                                   |
| 5     | Cole Vosbury   | 22    | Shreveport, Luisiana      | "Movin' On Up"                    | —                                   | ✔                                   | —                                   | —                                   |
| 6     | Holly Henry    | 19    | Mineápolis, Minnesota     | "The Scientist"                   | ✔                                   | ✔                                   | ✔                                   | ✔                                   |
| 7     | Sammy C.       | 16    | Newport Beach, Califórnia | "Where Is the Love?"              | —                                   | —                                   | —                                   | —                                   |
| 8     | Morgan Mallory | N/A   | Aloha, Oregon             | "I Won't Give Up"                 | —                                   | —                                   | —                                   | —                                   |
| 9     | ShayMari       | N/A   | Chicago, Illinois         | "Santeria"                        | —                                   | —                                   | —                                   | —                                   |
| 10    | Seth Cook      | 19    | Yorktown, Indiana         | "Anywhere with You"               | —                                   | —                                   | —                                   | —                                   |
| 11    | Austin Jenckes | 25    | Duvall, Washington        | "Simple Man"                      | —                                   | ✔                                   | —                                   | ✔                                   |
| 12    | E.G. Daily     | 51    | Hollywood, Califórnia     | "Breathe"                         | —                                   | ✔                                   | —                                   | ✔                                   |
| 13    | Jonny Gray     | 29    | Austin, Texas             | "All These Things That I've Done" | ✔                                   | ✔                                   | —                                   | —                                   |
| 14    | Tessanne Chin  | 27    | Kingston, Jamaica         | "Try"                             | ✔                                   | ✔                                   | ✔                                   | ✔                                   |

### Episódio 3: The Blind Auditions, parte 3
| Ordem | Competidor       | Idade | Cidade Natal                     | Canção                    | Escolha dos técnicos e competidores | Escolha dos técnicos e competidores | Escolha dos técnicos e competidores | Escolha dos técnicos e competidores |
| Ordem | Competidor       | Idade | Cidade Natal                     | Canção                    | Adam                                | Cee Lo                              | Christina                           | Blake                               |
| ----- | ---------------- | ----- | -------------------------------- | ------------------------- | ----------------------------------- | ----------------------------------- | ----------------------------------- | ----------------------------------- |
| 1     | Ray Boudreaux    | 25    | Lafayette, Luisiana              | "Use Me"                  | —                                   | ✔                                   | —                                   | ✔                                   |
| 2     | Lina Gaudenzi    | 23    | Miami, Flórida                   | "Landslide"               | —                                   | —                                   | ✔                                   | ✔                                   |
| 3     | Juhi             | 16    | Nashville, Tennessee             | "Mercy"                   | —                                   | ✔                                   | ✔                                   | —                                   |
| 4     | Malford Milligan | 54    | Austin, Texas                    | "Let's Stay Together"     | —                                   | —                                   | —                                   | —                                   |
| 5     | John Travis      | N/A   | Loxahatchee, Flórida             | "You're Gonna Miss This"  | —                                   | —                                   | —                                   | —                                   |
| 6     | Kenny Araujo     | 15    | East Haven, Connecticut          | "In My Head"              | —                                   | —                                   | —                                   | —                                   |
| 7     | Jeremiah Richey  | 32    | Waxahachie, Texas                | "Missing You"             | —                                   | —                                   | —                                   | —                                   |
| 8     | Justin Blake     | 20    | Savannah, Tennessee              | "Sure Be Cool If You Did" | ✔                                   | —                                   | —                                   | —                                   |
| 9     | Timyra-Joi       | 15    | San Diego, Califórnia            | "Girl on Fire"            | —                                   | ✔                                   | ✔                                   | ✔                                   |
| 10    | Monika Leigh     | 28    | Boulder, Colorado                | "The Thrill Is Gone"      | ✔                                   | ✔                                   | —                                   | ✔                                   |
| 11    | Zach Hinson      | 21    | Yakima, Washington               | "Drunk on You"            | —                                   | —                                   | —                                   | —                                   |
| 12    | Briana Cuoco     | 24    | Los Angeles, Califórnia          | "Yoü and I"               | —                                   | ✔                                   | ✔                                   | —                                   |
| 13    | George Horga Jr  | 19    | Romênia / Portland, Oregon       | "Treasure"                | —                                   | ✔                                   | —                                   | —                                   |
| 14    | Anthony Paul     | 18    | Twinsburg, Ohio                  | "With You"                | —                                   | ✔                                   | —                                   | —                                   |
| 15    | Cilla Chan       | 22    | Singapura / San José, Califórnia | "Come & Get It"           | —                                   | —                                   | —                                   | ✔                                   |
| 16    | Jacob Poole      | 30    | Warner Robins, Geórgia           | "Marry Me"                | —                                   | —                                   | ✔                                   | —                                   |
| 17    | Preston Pohl     | 26    | Hallettsville, Texas             | "Electric Feel"           | ✔                                   | ✔                                   | —                                   | ✔                                   |

### Episódio 4: The Blind Auditions, parte 4
| Ordem | Competidor             | Idade | Cidade Natal                 | Canção                            | Escolha dos técnicos e competidores | Escolha dos técnicos e competidores | Escolha dos técnicos e competidores | Escolha dos técnicos e competidores |
| Ordem | Competidor             | Idade | Cidade Natal                 | Canção                            | Adam                                | Cee Lo                              | Christina                           | Blake                               |
| ----- | ---------------------- | ----- | ---------------------------- | --------------------------------- | ----------------------------------- | ----------------------------------- | ----------------------------------- | ----------------------------------- |
| 1     | Will Champlin          | 30    | Los Angeles, Califórnia      | "Not Over You"                    | ✔                                   | ✔                                   | —                                   | ✔                                   |
| 2     | Macey Estes            | 18    | Greenwood, Indiana           | "The Way"                         | —                                   | —                                   | —                                   | —                                   |
| 3     | Stephanie Anne Johnson | 29    | Tacoma, Washington           | "Black Horse and the Cherry Tree" | —                                   | ✔                                   | ✔                                   | —                                   |
| 4     | Sam Cerniglia          | 25    | Chicago, Illinois            | "It's a Beautiful Day"            | —                                   | ✔                                   | —                                   | ✔                                   |
| 5     | Jennifer Newberry      | 32    | Suécia / Seattle, Washington | "Locked Out of Heaven"            | —                                   | —                                   | —                                   | —                                   |
| 6     | Yasmin                 | N/A   | N/A                          | "Love Song"                       | —                                   | —                                   | —                                   | —                                   |
| 7     | Roy Schneider          | 41    | Fort Myers, Flórida          | "Fortunate Son"                   | —                                   | —                                   | —                                   | —                                   |
| 8     | Manuel Romero          | N/A   | San José, Califórnia         | "Lego House"                      | —                                   | —                                   | —                                   | —                                   |
| 9     | James Irwin            | 31    | St. Louis, Missouri          | "Losing My Religion"              | ✔                                   | ✔                                   | ✔                                   | ✔                                   |
| 10    | Olivia Henken          | 25    | Louisville, Kentucky         | "Two Black Cadillacs"             | —                                   | ✔                                   | ✔                                   | —                                   |
| 11    | Jason Kertson          | 16    | Seattle, Washington          | "Lips of an Angel"                | —                                   | —                                   | —                                   | —                                   |
| 12    | R. Anthony             | 33    | Tampa, Flórida               | "Hall of Fame"                    | —                                   | ✔                                   | ✔                                   | —                                   |
| 13    | Keaira LaShae          | 30    | Los Angeles, Califórnia      | "Killing Me Softly with His Song" | —                                   | ✔                                   | —                                   | —                                   |
| 14    | Amber Nicole           | 17    | Allendale, Michigan          | "Russian Roulette"                | —                                   | ✔                                   | ✔                                   | —                                   |
| 15    | Emily Randolph         | 15    | Tacoma, Washington           | "Every Rose Has Its Thorn"        | —                                   | —                                   | —                                   | ✔                                   |
| 16    | Justin Chain           | 23    | Fort Payne, Alabama          | "She's Country"                   | —                                   | —                                   | —                                   | ✔                                   |
| 17    | Ashley DuBose          | 23    | St. Paul, Minnesota          | "Diamonds"                        | ✔                                   | ✔                                   | ✔                                   | ✔                                   |

### Episodio 5: The Blind Auditions, parte 5
| Ordem | Competidor          | Idade | Cidade Natal                  | Canção                      | Escolha dos técnicos e competidores | Escolha dos técnicos e competidores | Escolha dos técnicos e competidores | Escolha dos técnicos e competidores |
| Ordem | Competidor          | Idade | Cidade Natal                  | Canção                      | Adam                                | Cee Lo                              | Christina                           | Blake                               |
| --- | ------------------- | ----- | ----------------------------- | --------------------------- | ----------------------------------- | ----------------------------------- | ----------------------------------- | ----------------------------------- |
| 1 | Matt Cermanski      | 20    | Phoenixville, Pensilvânia     | "Have a Little Faith in Me" | ✔                                   | ✔                                   | —                                   | ✔                                   |
| 2 | Diego Roman Navaira | 22    | San Antonio, Texas            | "Rebel Yell"                | —                                   | —                                   | —                                   | —                                   |
| 3 | Tamara Chauniece    | 23    | Wortham, Texas                | "1+1"                       | —                                   | ✔                                   | ✔                                   | —                                   |
| 4 | Brandon Chase       | 20    | Arlington, Texas              | "Wanted"                    | —                                   | ✔                                   | —                                   | ✔                                   |
| 5 | Lupe Carroll        | 26    | Bourbonnais, Illinois         | "If I Were a Carpenter"     | —                                   | ✔                                   | —                                   | —                                   |
| 6 | Grey                | 25    | Jacksonville, Flórida         | "Catch My Breath"           | ✔                                   | ✔                                   | —                                   | ✔                                   |
| 7 | Dominic Scott Kay   | 17    | Malibu, Califórnia            | "Easy"                      | N/A                                 | —                                   | —                                   | —                                   |
| 8 | Michael Lynch       | 27    | Chicago, Illinois             | "Bailamos"                  | N/A                                 | ✔                                   | ✔                                   | ✔                                   |
| 9 | Deanna Johnson      | 17    | Hazlehurst, Geórgia           | "Stars"                     | N/A                                 | —                                   | N/A                                 | —                                   |
| 10 | Brian Pounds        | 24    | Austin, Texas                 | "Wagon Wheel"               | N/A                                 | ✔                                   | N/A                                 | ✔                                   |
| 11 | Marc Wulf           | N/A   | Condado de Orange, Califórnia | "Black and Gold"            | N/A                                 | —                                   | N/A                                 | N/A                                 |
| 12 | Danielle Walsh      | 21    | San Francisco, Califórnia     | "Back It Up"                | N/A                                 | —                                   | N/A                                 | N/A                                 |
| 13 | Ty Wyffels          | N/A   | Metamora, Illinois            | "Tonight, Tonight"          | N/A                                 | —                                   | N/A                                 | N/A                                 |
| 14 | Shawn Smith         | 32    | Utica, Nova York              | "Chicken Fried"             | N/A                                 | ✔                                   | N/A                                 | N/A                                 |
| Designação "N/A" em "Escolha dos técnicos e competidores" significa que o time do técnico já estava completo |                     |       |                               |                             |                                     |                                     |                                     |                                     |

### Episodio 6: The Blind Auditions, melhores momentos
O sexto episódio da temporada recapitulou os melhores momentos da fase de audições às cegas, exibindo a formação dos quatro times, os bastidores dos episódios anteriores e uma prévia da fase seguinte, Battle Rounds.

### Episódios 7 a 10: The Battle Rounds
A fase de batalhas (em inglês, Battle Rounds) foi transmitida em quatro episódios. Nessa fase, os técnicos contam com a ajuda de mentores para treinar seus times. Blake Shelton contou com a ajuda de Cher, Christina Aguilera foi auxiliada por Ed Sheeran, Cee Lo Green chamou Miguel e Adam Levine trouxe Ryan Tedder para ajudá-lo. Graças ao 'steal', os competidores podem ser salvos por outros técnicos mesmo se perderem a sua batalha e, assim, seguir na competição.
Legenda:
| Episódio | Técnico            | Ordem | Vencedor         | Canção                                                 | Perdedor               | Resultado do 'Steal' | Resultado do 'Steal' | Resultado do 'Steal' | Resultado do 'Steal' |
| Episódio | Técnico            | Ordem | Vencedor         | Canção                                                 | Perdedor               | Adam                 | Cee Lo               | Christina            | Blake                |
| -------- | ------------------ | ----- | ---------------- | ------------------------------------------------------ | ---------------------- | -------------------- | -------------------- | -------------------- | -------------------- |
| 7        | Adam Levine        | 1     | Grey             | "Domino"                                               | Nic Hawk               | N/A                  | —                    | —                    | ✔                    |
| 7        | Christina Aguilera | 2     | Amber Nicole     | "Listen"                                               | Timyra-Joi             | —                    | —                    | N/A                  | —                    |
| 7        | Blake Shelton      | 3     | Shelbie Z        | "Don't You Wanna Stay"                                 | Justin Chain           | —                    | —                    | —                    | N/A                  |
| 7        | Cee Lo Green       | 4     | Caroline Pennell | "As Long as You Love Me"                               | Anthony Paul           | —                    | N/A                  | ✔                    | —                    |
| 7        | Adam Levine        | 5     | Tessanne Chin    | "Next to Me"                                           | Donna Allen            | N/A                  | —                    | —                    | —                    |
| 7        | Christina Aguilera | 6     | Jacquie Lee      | "The House of the Rising Sun"                          | Briana Cuoco           | —                    | ✔                    | N/A                  | ✔                    |
|          |                    |       |                  |                                                        |                        |                      |                      |                      |                      |
| 8        | Christina Aguilera | 1     | Matthew Schuler  | "My Songs Know What You Did in the Dark (Light Em Up)" | Jacob Poole            | —                    | —                    | N/A                  | N/A                  |
| 8        | Cee Lo Green       | 2     | Kat Robichaud    | "I Don't Want to Miss a Thing"                         | R. Anthony             | —                    | N/A                  | —                    | N/A                  |
| 8        | Cee Lo Green       | 3     | Cole Vosbury     | "Africa"                                               | Lupe Carroll           | —                    | N/A                  | —                    | N/A                  |
| 8        | Blake Shelton      | 4     | E.G. Daily       | "Something to Talk About"                              | Sam Cerniglia          | —                    | —                    | —                    | N/A                  |
| 8        | Adam Levine        | 5     | Ashley DuBose    | "Just a Fool"                                          | Justin Blake           | N/A                  | —                    | —                    | N/A                  |
| 8        | Blake Shelton      | 6     | Ray Boudreaux    | "Some Kind of Wonderful"                               | Monika Leigh           | —                    | ✔                    | —                    | N/A                  |
|          |                    |       |                  |                                                        |                        |                      |                      |                      |                      |
| 9        | Christina Aguilera | 1     | Josh Logan       | "Harder to Breathe"                                    | Michael Lynch          | —                    | —                    | N/A                  | N/A                  |
| 9        | Cee Lo Green       | 2     | George Horga Jr. | "Best I Ever Had"                                      | Juhi                   | ✔                    | N/A                  | —                    | N/A                  |
| 9        | Blake Shelton      | 3     | Austin Jenckes   | "To Love Somebody"                                     | Brian Pounds           | —                    | —                    | —                    | N/A                  |
| 9        | Adam Levine        | 4     | James Irwin      | "Counting Stars"                                       | Matt Cermanski         | N/A                  | —                    | —                    | N/A                  |
| 9        | Christina Aguilera | 5     | Destinee Quinn   | "Not Ready to Make Nice"                               | Lina Gaudenzi          | ✔                    | —                    | N/A                  | N/A                  |
| 9        | Adam Levine        | 6     | James Wolpert    | "Radioactive"                                          | Will Champlin          | N/A                  | —                    | ✔                    | N/A                  |
|          |                    |       |                  |                                                        |                        |                      |                      |                      |                      |
| 10       | Cee Lo Green       | 1     | Jonny Gray       | "Refugee"                                              | Shawn Smith            | N/A                  | N/A                  | N/A                  | N/A                  |
| 10       | Adam Levine        | 2     | Preston Pohl     | "I Wish It Would Rain"                                 | Barry Black            | N/A                  | —                    | N/A                  | N/A                  |
| 10       | Blake Shelton      | 3     | Holly Henry      | "Torn"                                                 | Cilla Chan             | N/A                  | —                    | N/A                  | N/A                  |
| 10       | Blake Shelton      | 4     | Brandon Chase    | "Tiny Dancer"                                          | Emily Randolph         | N/A                  | —                    | N/A                  | N/A                  |
| 10       | Cee Lo Green       | 5     | Tamara Chauniece | "Big Girls Don't Cry"                                  | Keaira LaShae          | N/A                  | N/A                  | N/A                  | N/A                  |
| 10       | Christina Aguilera | 6     | Olivia Henken    | "DONE."                                                | Stephanie Anne Johnson | N/A                  | ✔                    | N/A                  | N/A                  |

### Episódios 11 e 12: The Knockouts
A fase de nocautes (em inglês, Knockouts) foi transmitida em dois episódios. Na quinta temporada, pela primeira vez, o 'steal' continuou valendo e cada técnico ganhou o direito de roubar um participante de outro time para os playoffs ao vivo.
Legenda:
| Episódio    | Técnico            | Ordem | Canção                             | Vencedor         | Perdedor               | Canção                             | Resultado do 'Steal' | Resultado do 'Steal' | Resultado do 'Steal' | Resultado do 'Steal' |
| Episódio    | Técnico            | Ordem | Canção                             | Vencedor         | Perdedor               | Canção                             | Adam                 | Cee Lo               | Christina            | Blake                |
| ----------- | ------------------ | ----- | ---------------------------------- | ---------------- | ---------------------- | ---------------------------------- | -------------------- | -------------------- | -------------------- | -------------------- |
| Episódio 11 | Christina Aguilera | 1     | "Living for the City"              | Josh Logan       | Amber Nicole           | "Mamma Knows Best"                 | —                    | ✔                    | N/A                  | ✔                    |
| Episódio 11 | Cee Lo Green       | 2     | "You Oughta Know"                  | Kat Robichaud    | Monika Leigh           | "Hit the Road, Jack"               | —                    | N/A                  | —                    | —                    |
| Episódio 11 | Blake Shelton      | 3     | "Genie in a Bottle"                | Nic Hawk         | Holly Henry            | "Creep"                            | —                    | N/A                  | —                    | N/A                  |
| Episódio 11 | Adam Levine        | 4     | "Stronger (What Doesn't Kill You)" | Tessanne Chin    | Ashley DuBose          | "Hey, Soul Sister"                 | N/A                  | N/A                  | —                    | —                    |
| Episódio 11 | Blake Shelton      | 5     | "Last Name"                        | Shelbie Z        | Briana Cuoco           | "Don't Speak"                      | —                    | N/A                  | —                    | N/A                  |
| Episódio 11 | Adam Levine        | 6     | "Already Gone"                     | Grey             | James Irwin            | "Breakeven"                        | N/A                  | N/A                  | —                    | —                    |
| Episódio 11 | Christina Aguilera | 7     | "You're No Good"                   | Olivia Henken    | Destinee Quinn         | "See You Again"                    | —                    | N/A                  | N/A                  | —                    |
| Episódio 11 | Cee Lo Green       | 8     | "We Can Work It Out"               | Jonny Gray       | Cole Vosbury           | "Let Her Go"                       | ✔                    | N/A                  | —                    | ✔                    |
|             |                    |       |                                    |                  |                        |                                    |                      |                      |                      |                      |
| Episódo 12  | Adam Levine        | 1     | "No Woman, No Cry"                 | Preston Pohl     | Lina Gaudenzi          | "I'd Rather Go Blind"              | N/A                  | N/A                  | —                    | N/A                  |
| Episódo 12  | Blake Shelton      | 2     | "Hard to Handle"                   | Ray Boudreaux    | E.G. Daily             | "I Can't Make You Love Me"         | —                    | N/A                  | —                    | N/A                  |
| Episódo 12  | Christina Aguilera | 3     | "Stompa"                           | Jacquie Lee      | Anthony Paul           | "The Other Side"                   | —                    | N/A                  | N/A                  | N/A                  |
| Episódo 12  | Cee Lo Green       | 4     | "No One"                           | Tamara Chauniece | Stephanie Anne Johnson | "Don't Know Why"                   | —                    | N/A                  | ✔                    | N/A                  |
| Episódo 12  | Adam Levine        | 5     | "More Than a Feeling"              | James Wolpert    | Juhi                   | "I Heard It Through the Grapevine" | N/A                  | N/A                  | N/A                  | N/A                  |
| Episódo 12  | Blake Shelton      | 6     | "I'll Be"                          | Austin Jenckes   | Brandon Chase          | "Even If It Breaks Your Heart"     | —                    | N/A                  | N/A                  | N/A                  |
| Episódo 12  | Cee Lo Green       | 7     | "The Way I Am"                     | Caroline Pennell | George Horga, Jr.      | "Because of You"                   | —                    | N/A                  | N/A                  | N/A                  |
| Episódo 12  | Christina Aguilera | 8     | "Cosmic Love"                      | Matthew Schuler  | Will Champlin          | "When I Was Your Man"              | ✔                    | N/A                  | N/A                  | N/A                  |

### Episódios 13, 14 e 15: Playoffs ao vivo
Passada a fase dos Knockouts, o programa entra em sua fase ao vivo (para os Estados Unidos). Durante os "Playoffs ao vivo", os cinco membros restantes de cada equipe encararam pela primeira vez o voto do público para avançar à fase seguinte: os dois mais votados de cada time avançaram direto, enquanto os três menos votados aguardaram a decisão do técnico, que só pôde salvar um deles.
Legenda:
| Episódio 13 | 1  | Blake Shelton      | Shelbie Z              | "Fancy"                     | Eliminada            |  |  |  |  |
| Episódio 13 | 2  | Adam Levine        | James Wolpert          | "A Case of You"             | Voto do público      |  |  |  |  |
| Episódio 13 | 3  | Blake Shelton      | Nic Hawk               | "Blurred Lines"             | Eliminado            |  |  |  |  |
| Episódio 13 | 4  | Blake Shelton      | Ray Boudreaux          | "Home"                      | Escolha de Blake     |  |  |  |  |
| Episódio 13 | 5  | Blake Shelton      | Austin Jenckes         | "She Talks to Angels"       | Voto do público      |  |  |  |  |
| Episódio 13 | 6  | Adam Levine        | Grey                   | "Still into You"            | Eliminada            |  |  |  |  |
| Episódio 13 | 7  | Adam Levine        | Will Champlin          | "Secrets"                   | Escolha de Adam      |  |  |  |  |
| Episódio 13 | 8  | Adam Levine        | Preston Pohl           | "Nothin' on You"            | Eliminado            |  |  |  |  |
| Episódio 13 | 9  | Blake Shelton      | Cole Vosbury           | "Maggie May"                | Voto do público      |  |  |  |  |
| Episódio 13 | 10 | Adam Levine        | Tessanne Chin          | "Many Rivers to Cross"      | Voto do público      |  |  |  |  |
|             |    |                    |                        |                             |                      |  |  |  |  |
| Episódio 14 | 1  | Cee Lo Green       | Amber Nicole           | "Wasting All These Tears"   | Eliminada            |  |  |  |  |
| Episódio 14 | 2  | Cee Lo Green       | Jonny Gray             | "Bitter Sweet Symphony"     | Voto do público      |  |  |  |  |
| Episódio 14 | 3  | Cee Lo Green       | Tamara Chauniece       | "I Will Survive"            | Eliminada            |  |  |  |  |
| Episódio 14 | 4  | Cee Lo Green       | Kat Robichaud          | "She Keeps Me Warm"         | Escolha de Cee Lo    |  |  |  |  |
| Episódio 14 | 5  | Cee Lo Green       | Caroline Pennell       | "We're Going to Be Friends" | Voto do público      |  |  |  |  |
| Episódio 14 | 6  | Christina Aguilera | Josh Logan             | "Crazy"                     | Escolha de Christina |  |  |  |  |
| Episódio 14 | 7  | Christina Aguilera | Olivia Henken          | "Roar"                      | Eliminada            |  |  |  |  |
| Episódio 14 | 8  | Christina Aguilera | Stephanie Anne Johnson | "Georgia on My Mind"        | Eliminada            |  |  |  |  |
| Episódio 14 | 9  | Christina Aguilera | Matthew Schuler        | "Wrecking Ball"             | Voto do público      |  |  |  |  |
| Episódio 14 | 10 | Christina Aguilera | Jacquie Lee            | "I Put a Spell on You"      | Voto do público      |  |  |  |  |

| Ordem | Artistas                               | Canção              |
| ----- | -------------------------------------- | ------------------- |
| 13.1  | Flo Rida feat. Christina Aguilera      | "How I Feel"        |
| 14.1  | A Great Big World & Christina Aguilera | "Say Something"     |
| 15.1  | Team Blake                             | "Free Ride"         |
| 15.2  | Team Cee Lo                            | "Give a Little Bit" |
| 15.3  | Team Christina                         | "Love Somebody"     |
| 15.4  | Team Adam                              | "Safe and Sound"    |

### Episódios 16 e 17: Shows ao vivo - Top 12
Os 12 finalistas da quinta edição do The Voice entram nesta fase em um sistema de eliminação semanal, no qual os competidores cantam na segunda-feira e têm o resultado na terça-feira, de acordo com a transmissão norte-americana (no Brasil, os episódios inéditos são transmitidos no domingo e na segunda-feira seguintes).
Nesta temporada, dois participantes seguem sendo eliminados a cada semana de shows ao vivo, mas de um modo diferente. Com a "salvação instantânea" (em inglês, Instant Save), os usuários do Twitter salvam um dentre os três participantes menos votados em um intervalo de cinco minutos após o anúncio do Bottom 3. Os outros dois competidores são eliminados. Esse sistema de votação será utilizado até o Top 6.
| Ordem | Técnico            | Competidor       | Canção                         | Resultado    |
| ----- | ------------------ | ---------------- | ------------------------------ | ------------ |
| 1     | Cee Lo Green       | Caroline Pennell | "Wake Me Up"                   | Salva        |
| 2     | Christina Aguilera | Josh Logan       | "Man in the Mirror"            | Eliminado    |
| 3     | Adam Levine        | James Wolpert    | "Mr. Brightside"               | Salvo        |
| 4     | Blake Shelton      | Austin Jenckes   | "It's a Great Day to Be Alive" | Salvo        |
| 5     | Christina Aguilera | Jacquie Lee      | "Love Is Blindness"            | Salva        |
| 6     | Blake Shelton      | Ray Boudreaux    | "All of Me"                    | Salvo        |
| 7     | Cee Lo Green       | Kat Robichaud    | "Sail"                         | Instant Save |
| 8     | Cee Lo Green       | Jonny Gray       | "Another Day in Paradise"      | Eliminado    |
| 9     | Adam Levine        | Tessanne Chin    | "My Kind of Love"              | Salva        |
| 10    | Christina Aguilera | Matthew Schuler  | "Hallelujah"                   | Salvo        |
| 11    | Blake Shelton      | Cole Vosbury     | "Adorn"                        | Salvo        |
| 12    | Adam Levine        | Will Champlin    | "Demons"                       | Salvo        |

| Ordem | Artistas                                               | Canção                   |
| ----- | ------------------------------------------------------ | ------------------------ |
| 17.1  | Sara Bareilles (com Tessanne, Caroline, Jacquie e Kat) | "Brave"                  |
| 17.2  | Cee Lo Green e sua equipe (Caroline, Jonny e Kat)      | "Roam"                   |
| 17.3  | Austin, Cole, James, Jonny, Josh, Matthew, Ray e Will  | "We're an American Band" |
| 17.4  | Adam Levine e sua equipe (James, Tessane e Will)       | "A Hard Day's Night"     |

### Episódios 18 e 19: Shows ao vivo - Top 10
| Ordem | Técnico            | Competidor       | Canção                   | Resultado    |
| ----- | ------------------ | ---------------- | ------------------------ | ------------ |
| 1     | Blake Shelton      | Austin Jenckes   | "Your Love"              | Eliminado    |
| 2     | Christina Aguilera | Jacquie Lee      | "Clarity"                | Salva        |
| 3     | Adam Levine        | Will Champlin    | "Love Me Again"          | Salvo        |
| 4     | Cee Lo Green       | Caroline Pennell | "Leaving on a Jet Plane" | Instant Save |
| 5     | Blake Shelton      | Cole Vosbury     | "To Be with You"         | Salvo        |
| 6     | Adam Levine        | Tessanne Chin    | "If I Were Your Woman"   | Salva        |
| 7     | Blake Shelton      | Ray Boudreaux    | "You Are the Best Thing" | Salvo        |
| 8     | Adam Levine        | James Wolpert    | "Without You"            | Salvo        |
| 9     | Cee Lo Green       | Kat Robichaud    | "We Belong"              | Eliminada    |
| 10    | Christina Aguilera | Matthew Schuler  | "Beneath Your Beautiful" | Salvo        |

| Ordem | Artistas                                            | Canção                                        |
| ----- | --------------------------------------------------- | --------------------------------------------- |
| 18.1  | Top 10                                              | "Say It, Just Say It"                         |
| 19.1  | Christina Aguilera e sua equipe (Jacquie e Matthew) | Jackson Medley: "Black Cat", "Scream" & "Bad" |
| 19.2  | James Wolpert, Kat Robichaud, e Will Champlin       | "Sugar, We're Goin Down"                      |
| 19.3  | Blake Shelton e sua equipe (Austin, Cole e Ray)     | "Sharp Dressed Man"                           |
| 19.4  | Caroline Pennell e Tessanne Chin                    | "Royals"                                      |

### Episódios 20 e 21: Shows ao vivo - Top 8
| Ordem | Técnico            | Competidor       | Canção                   | Resultado    |
| ----- | ------------------ | ---------------- | ------------------------ | ------------ |
| 1     | Adam Levine        | James Wolpert    | "Somebody to Love"       | Salvo        |
| 2     | Adam Levine        | Tessanne Chin    | "Underneath It All"      | Salva        |
| 3     | Cee Lo Green       | Caroline Pennell | "Dog Days Are Over"      | Eliminada    |
| 4     | Blake Shelton      | Cole Vosbury     | "I Still Believe in You" | Salvo        |
| 5     | Christina Aguilera | Matthew Schuler  | "It's Time"              | Instant Save |
| 6     | Adam Levine        | Will Champlin    | "At Last"                | Salvo        |
| 7     | Blake Shelton      | Ray Boudreaux    | "Gimme Some Lovin'"      | Eliminado    |
| 8     | Christina Aguilera | Jacquie Lee      | "Who's Lovin' You Now"   | Salva        |

| Ordem | Artistas                                                            | Canção                              |
| ----- | ------------------------------------------------------------------- | ----------------------------------- |
| 20.1  | Robin Thicke                                                        | "Feel Good"                         |
| 20.2  | Cole Vosbury, Ray Boudreaux, Tessanne Chin e Will Champlin          | "One Day"                           |
| 20.3  | Caroline Pennell, Jacquie Lee, James Wolpert e Matthew Schuler      | "Lego House"                        |
| 21.1  | Ellie Goulding (com James Wolpert, Matthew Schuler e Will Champlin) | "Burn"                              |
| 21.2  | Top 8                                                               | "Will the Circle Be Unbroken?"      |
| 21.3  | Cee Lo Green feat. Goodie Mob                                       | "Amy"                               |
| 21.4  | Top 8                                                               | "Apologize" / "All the Right Moves" |

### Episódios 22 e 23: Shows ao vivo - Top 6
| Técnico            | Competidor      | Ordem | Canção (Escolha do técnico)                      | Ordem | Canção (Dedicação do competidor a alguém) | Resultado    |
| ------------------ | --------------- | ----- | ------------------------------------------------ | ----- | ----------------------------------------- | ------------ |
| Blake Shelton      | Cole Vosbury    | 1     | "Rich Girl"                                      | 7     | "Better Man"                              | Salvo        |
| Adam Levine        | Tessanne Chin   | 2     | "Redemption Song"                                | 8     | "Unconditionally"                         | Salva        |
| Christina Aguilera | Matthew Schuler | 9     | "When a Man Loves a Woman"                       | 3     | "Story of My Life"                        | Eliminado    |
| Adam Levine        | Will Champlin   | 10    | "Hey Brother"                                    | 4     | "A Change Is Gonna Come"                  | Salvo        |
| Adam Levine        | James Wolpert   | 12    | "I'd Do Anything For Love (But I Won't Do That)" | 5     | "Fell in Love with a Girl"                | Instant Save |
| Christina Aguilera | Jacquie Lee     | 6     | "Cry Baby"                                       | 11    | "The Voice Within"                        | Salva        |

| Ordem | Artistas                                                             | Canção                |
| ----- | -------------------------------------------------------------------- | --------------------- |
| 23.1  | Kelly Clarkson                                                       | "Underneath the Tree" |
| 23.2  | Jacquie Lee, Matthew Schuler e Tessanne Chin                         | "You Got the Love"    |
| 23.3  | Blake Shelton e Xenia                                                | "Silver Bells"        |
| 23.4  | Cole Vosbury, James Wolpert e Will Champlin (part. Nuno Bettencourt) | "More Than Words"     |
| 23.5  | Top 6                                                                | "O Holy Night"        |

### Episódios 24 e 25: Semifinal ao vivo - Top 5
| Ordem | Técnico            | Competidor    | Canção                       | Resultado |
| ----- | ------------------ | ------------- | ---------------------------- | --------- |
| 1     | Adam Levine        | James Wolpert | "With or Without You"        | Eliminado |
| 2     | Adam Levine        | Will Champlin | "Carry On"                   | Salvo     |
| 3     | Christina Aguilera | Jacquie Lee   | "Angel"                      | Salva     |
| 4     | Blake Shelton      | Cole Vosbury  | "Shameless"                  | Eliminado |
| 5     | Adam Levine        | Tessanne Chin | "Bridge over Troubled Water" | Salva     |

| Ordem | Artistas          | Canção                            |
| ----- | ----------------- | --------------------------------- |
| 24.1  | Top 5             | "Best Day of My Life"             |
| 25.1  | The Swon Brothers | "Later On"                        |
| 25.2  | Michelle Chamuel  | "Go Down Singing"                 |
| 25.3  | Cassadee Pope     | "I Wish I Could Break Your Heart" |
| 25.4  | Danielle Bradbery | "Never Like This"                 |

### Episódios 26 e 27: Final ao vivo - Top 3
- Apesar de cinco canções terem atingido o Top 10 do iTunes, os votos não foram multiplicados na Final.

| Técnico            | Competidor    | Ordem | Canção Reprisada | Ordem | Canção do Dueto                      | Ordem | Canção Final                         | Resultado |
| ------------------ | ------------- | ----- | ---------------- | ----- | ------------------------------------ | ----- | ------------------------------------ | --------- |
| Adam Levine        | Tessanne Chin | 1     | "Try"            | 4     | "Let It Be" (com Adam Levine)        | 7     | "I Have Nothing"                     | Vencedora |
| Adam Levine        | Will Champlin | 2     | "Not Over You"   | 6     | "Tiny Dancer" (com Adam Levine)      | 8     | "(Everything I Do) I Do It for You"  | 3º lugar  |
| Christina Aguilera | Jacquie Lee   | 3     | "Back to Black"  | 5     | "We Remain" (com Christina Aguilera) | 9     | "And I Am Telling You I'm Not Going" | 2º lugar  |

| Ordem | Artistas                                                                                   | Canção                           |
| ----- | ------------------------------------------------------------------------------------------ | -------------------------------- |
| 26.1  | Técnicos do The Voice & membros da Def Leppard (Phil Collen, Rick Allen e Vivian Campbell) | "Pour Some Sugar on Me"          |
| 26.2  | Top 3                                                                                      | "I'll Be There"                  |
| 27.1  | Top 20                                                                                     | "Tonight Is the Night            |
| 27.2  | Jacquie Lee (com Caroline Pennell, Cole Vosbury, James Wolpert e Matthew Schuler)          | "Bohemian Rhapsody"              |
| 27.3  | Celine Dion & Tessanne Chin                                                                | "Love Can Move Mountains"        |
| 27.4  | OneRepublic                                                                                | "I Lived"                        |
| 27.5  | Matthew Schuler, Ray Boudreaux, Josh Logan, Preston Pohl e Nic Hawk                        | "Treasure"                       |
| 27.6  | Will Champlin (com Austin Jenckes, Caroline Pennell, Cole Vosbury e Jonny Gray)            | "Wagon Wheel"                    |
| 27.7  | Paramore & Jacquie Lee                                                                     | "Ain't It Fun"                   |
| 27.8  | Kat Robichaud, Tamara Chauniece, Amber Nicole, Grey, Stephanie Anne Johnson and Shelbie Z  | "My Life Would Suck Without You" |
| 27.9  | Celine Dion & Ne-Yo                                                                        | "Incredible"                     |
| 27.10 | Aloe Blacc & Will Champlin                                                                 | "Wake Me Up"                     |
| 27.11 | Tessanne Chin (com Grey, James Wolpert, Olivia Henken e Preston Pohl)                      | "Hold On, I'm A Comin'"          |
| 27.12 | Lady Gaga & Christina Aguilera                                                             | "Do What U Want"                 |
| 27.13 | Tessanne Chin (canção do vencedor)                                                         | "Tumbling Down"                  |

## Times
Legenda
     Vencedor(a)
     Vice
     Terceiro colocado
     Eliminado(a) nas apresentações ao vivo
     Eliminado(a) nos playoffs ao vivo

     Artista pego por outro técnico nos Knockouts (nome riscado)
     Eliminado(a) nos Knockouts
     Artista pego por outro técnico na Battle Rounds (nome riscado)
     Eliminado(a) na Battle Rounds
| Técnicos | Artistas               | Artistas         | Artistas       | Artistas               | Artistas |
| --- | ---------------------- | ---------------- | -------------- | ---------------------- | -------- |
| Adam Levine |                        |                  |                |                        |          |
| Tessanne Chin | Will Champlin          | James Wolpert    | Grey           | Preston Pohl           |          |
| Ashley DuBose | James Irwin            | Juhi             | Lina Gaudenzi  | Nic Hawk               |          |
| Will Champlin | Barry Black            | Donna Allen      | Justin Blake   | Matt Cermanski         |          |
| Cee Lo Green |                        |                  |                |                        |          |
| Caroline Pennell | Kat Robichaud          | Jonny Gray       | Amber Nicole   | Tamara Chauniece       |          |
| Cole Vosbury | Stephanie Anne Johnson | George Horga Jr. | Monika Leigh   | Anthony Paul           |          |
| Juhi | Keaira LaShae          | Lupe Carroll     | R. Anthony     | Shawn Smith            |          |
| Christina Aguilera |                        |                  |                |                        |          |
| Jacquie Lee | Matthew Schuler        | Josh Logan       | Olivia Henken  | Stephanie Anne Johnson |          |
| Amber Nicole | Will Champlin          | Anthony Paul     | Destinee Quinn | Briana Cuoco           |          |
| Lina Gaudenzi | Stephanie Anne Johnson | Jacob Poole      | Michael Lynch  | Timyra-Joi             |          |
| Blake Shelton |                        |                  |                |                        |          |
| Cole Vosbury | Ray Boudreaux          | Austin Jenckes   | Nic Hawk       | Shelbie Z              |          |
| Brandon Chase | Briana Cuoco           | E.G. Daily       | Holly Henry    | Monika Leigh           |          |
| Brian Pounds | Cilla Chan             | Emily Randolph   | Justin Chain   | Sam Cerniglia          |          |
| Participantes em itálico iniciaram a disputa em um time, mas foram pegos por outro técnico na fase das batalhas ou dos knockouts. |                        |                  |                |                        |          |